# Young Adam
Young Adam (Alternativtitel: Young Adam – Dunkle Leidenschaft) ist ein britischer Film, der 2002 unter der Regie von David Mackenzie entstand und auf dem Roman Wasserläufe von Alexander Trocchi aus dem Jahr 1957 basiert. Die Hauptrollen des Filmdramas, das dem Film noir zugeordnet werden kann, spielen Ewan McGregor und Tilda Swinton. Premiere hatte der Film 2003 auf den 56. Internationalen Filmfestspielen von Cannes.

## Handlung
Die Handlung spielt in den 1950er Jahren in Glasgow, Schottland. Der rastlose Möchtegern-Schriftsteller Joe Taylor nimmt Arbeit auf einem Binnenfrachtschiff an, das von dem Ehepaar Ella und Les Gault betrieben wird.
Joe rettet Jim, den Sohn des Paares, vor dem Ertrinken und beginnt hinter dem Rücken von Les eine Affäre mit seiner Frau.
Bei einer Überfahrt von Glasgow nach Edinburgh entdecken Joe und Les die Leiche einer jungen Frau im Wasser. In Rückblenden erfährt man von der engen Bindung von Joe zu der toten Frau Cathie. Joe scheint über die Umstände ihres Todes viel mehr zu wissen, als er preisgibt. Die Ermittlungen konzentrieren sich jedoch auf einen anderen Mann, der unter Mordverdacht festgenommen wird und sich vor Gericht verantworten muss.
Als Les die Affäre seiner Frau entdeckt, verlässt er sie, weil das Schiff ihr gehört. Joe und Ella betreiben eine Zeitlang gemeinsam das Frachtschiff. Ella denkt an Heirat, bis Joe sie mit ihrer Schwester betrügt. Ella sucht wieder Kontakt zu Les, Joe verlässt sie und das Schiff. Er mietet sich in Glasgow ein Zimmer und hat dort die nächste Affäre mit der verheirateten Vermieterin.
In weiteren Rückblenden erfährt man, dass Joe über längere Zeit mit der toten Cathie zusammen war. Nach einem Streit am Hafen lief sie ihm nach. Als er sie fortstieß, fiel sie ins Hafenbecken, wo sie ertrank, da sie nicht schwimmen konnte. Joe rief nicht um Hilfe. Er versuchte vielmehr den Unfall zu vertuschen, indem er ihre Kleider in den Müll warf. Cathies Tod kam ihm nicht ungelegen, da sie von ihm schwanger war und wieder mit ihm zusammenziehen wollte.
In Glasgow wird der Mordfall zu einem Spektakel. Presse und Öffentlichkeit sind davon überzeugt, dass der Angeklagte, ein Freund, Cathie ermordet hat. Nur Joe weiß von den wahren Todesumständen. Schließlich schreibt er, von Gewissensbissen geplagt, einen anonymen Brief, in dem er den Richter von der Unschuld des Angeklagten zu überzeugen versucht.
Am Tag der Urteilsverkündung sitzt Joe im Gerichtssaal und muss erleben, wie der Richter den Angeklagten zum Tode verurteilt, ohne seinen Brief zu erwähnen.

## Kritik
„Adaption eines schottischen Skandalromans, dessen gezielte Tabubrüche in der Vorlage wie im Film in intensive Alltagsbeobachtungen eingebettet sind, die ein bodenloses Gefühl der Leere und Zeitlosigkeit erzeugen. Ein hervorragend besetzter, hypnotisch packender, lyrisch-trauriger Film. Die mitunter drastisch in Szene gesetzten Geschehnisse nutzt er als narrative Folie, um eine abgründige Tristesse und einen seelenlosen Zustand greifbar zu machen.“

## Auszeichnungen
BAFTA Awards, Schottland
- 2004: Bester Schauspieler in einem schottischen Film (Ewan McGregor)
- 2004: Beste Schauspielerin in einem schottischen Film (Tilda Swinton)
- 2004: Beste Regie (David Mackenzie)
- 2004: Bester Film

Edinburgh International Film Festival
- 2003: Best New British Feature

London Critics Circle Film Awards
- 2004: British Newcomer of the Year (David Mackenzie)